# نظام الدوري الإسباني لكرة القدم
يضم نظام الدوري الإسباني لكرة القدم عدة دوريات احترافية وشبه احترافية وغير احترافية ترتبط ببعضها البعض هرميًا من خلال عمليات الصعود والهبوط. تخضع إدارة المستويين العلويين من هرم الدوري للرجال، وهما الدوري الإسباني الدرجة الأولى، والدوري الإسباني للدرجة الثانية لسلطة رابطة الدوري الإسباني لكرة القدم للمحترفين، وهو اتحاد رياضي يتمتع بوضع قانوني مستقل عن الاتحاد الملكي الإسباني لكرة القدم (RFEF)، والذي يعتبر الهيئة الرئيسية المنظمة لكرة القدم في إسبانيا، على حين تخضع إدارة المستويات العليا من هرم السيدات، والمتمثلة في الدوري الإسباني للدرجة الأولى للسيدات ودوري الاتحاد الإسباني للدرجة الثانية للسيدات، لسلطة الاتحاد الملكي الإسباني لكرة القدم، بينما تتولى الاتحادات الإقليمية إدارة المستويات الأدنى من هرمي الرجال والسيدات.
يسمح نظام الدوري الإسباني لكرة القدم بموجب البند الإضافي 17 من قانون الرياضة لعام 1990 للأندية الأندورية التابعة لاتحاد إقليمي إسباني بالمنافسة في مسابقات الدوري الإسباني المختلفة إلى جانب الأندية الإسبانية. ويسمح الاتحاد الإسباني لكرة القدم للفرق الاحتياطية بالمنافسة في نظام الدوري الرئيسي، كما هو الحال في معظم الدوريات المحلية الأوروبية، ولكنه لا يُسمح للفرق الاحتياطية بالمنافسة في نفس المستوى الذي ينافس فيه فريقها الأول، وبالتالي لم ينافس أي فريق احتياطي حتى الآن في دوري الدرجة الأولى.

## التسلسل الهرمي للدوري الإسباني لكرة القدم

### هرم الرجال

#### الدوري الإسباني الدرجة الأولى
يُعتبر الدوري الإسباني الدرجة الأولى هو أعلى مستوى في نظام الدوري الإسباني لكرة القدم وتتولى إدارته رابطة الدوري الإسباني الوطني لكرة القدم للمحترفين.

#### الدوري الإسباني للدرجة الثانية
يُصنف الدوري الإسباني للدرجة الثانية، ويعرف كذلك باسم دوري القسم الثاني، كثاني أعلى مستوى في نظام الدوري الإسباني لكرة القدم، وتتولى إدارته أيضًا رابطة الدوري الإسباني الوطني لكرة القدم للمحترفين مثله في ذلك مثل الدوري الإسباني الدرجة الأولى.

#### الدوري الإسباني للدرجة الثالثة
أنشئ الدوري الإسباني للدرجة الثالثة للمرة الأولى في عام 1977، وكان يُعرف آنذاك باسم الدوري الإسباني للدرجة الثانية ب، قبل أن يُعيد الاتحاد الملكي الإسباني لكرة القدم إنشاء هذا المستوى ضمن النظام الجديد الذي أقره بدءًا من موسم 2021-22 ليتألف من مجموعتين إقليميتين.

#### الدوري الإسباني للدرجة الرابعة
يأتي الدوري الإسباني للدرجة الرابعة في المرتبة التالية للدوري الإسباني للدرجة الثالثة، ويتألف في النظام الجديد من خمس مجموعات إقليمية. كان الدوري الإسباني للدرجة الرابعة في النظام السابق يضم أربعة مجموعات إقليمية فقط وكان يُشبه في نظامه إلى حد كبير مستوى دوري القسم الثاني، ولكن بدءًا من موسم 2020-21، أدت الآثار الناجمة عن جائحة كوفيد-19 في إسبانيا إلى إدراج المزيد من الفرق ضمن تنسيق معقد يضم 10 دوريات محلية، بالإضافة إلى إدراج 15 قسمًا لتحديد الفرق التي ستنتقل إلى المستويات الثانية والثالثة والرابعة والخامسة.

#### الدوري الإسباني للدرجة الخامسة
أصبح الدوري الإسباني الدرجة الخامسة يُصنف كخامس أعلى مستوى في نظام الدوري الإسباني لكرة القدم، ويتولى الاتحاد الإسباني لكرة القدم إدارته بالتعاون مع 17 اتحادًا إقليميًا وبالتوافق مع كل من المجتمعات المستقلة في إسبانيا. يضم هذا المستوى 18 مجموعة
كان هذا المستوى قبل عام 2021 معروفا باسم دوري القسم الثالث، وكان يصنف كرابع أعلى مستوى في التسلسل الهرمي لنظام الدوري الإسباني، ومع هذا فقد كان له نفس التنسيق الحالي. تألف هذا المستوى في موسم 2020-2021 من 36 مجموعة فرعية محلية تليها 50 مجموعة فرعية لتحديد مراكز الصعود والتأهل والهبوط.

#### المستويات الأدنى
تتولى الاتحادات الإقليمية التسعة عشر التابعة للاتحاد الإسباني لكرة القدم إدارة المستويات الأدنى في التسلسل الهرمي لنظام الدوري الإسباني.

## تاريخ تطور نظام الدوري الاسباني لكرة القدم
كان نظام الدوري الإسباني لكرة القدم يشبه إلى حد كبير نظام الدوري البرازيلي لكرة القدم حيث تألف من تسلسلين هرمييْن متزامنيْن ومستقلين يشكل أحدهما الهرم الوطني ويشكل الآخر الهرم الإقليمي. تأسس كل من الدوري الإسباني للدرجة الأولى والدوري الإسباني للدرجة الثانية على يد الاتحاد الملكي الإسباني لكرة القدم، ولكنهما يخضعان منذ عام 1984 لإدارة رابطة الدوري الوطني لكرة القدم للمحترفين.
| المستوى/الفترة | 1929                             | 1929–34                        | 1934–36                        | 1936–39                 | 1939–40                        | 1940–77                        | 1977–2021                        | منذ 2021                       |
| -------------- | -------------------------------- | ------------------------------ | ------------------------------ | ----------------------- | ------------------------------ | ------------------------------ | -------------------------------- | ------------------------------ |
| 1              | الدوري الإسباني الدرجة الأولى    | الدوري الإسباني الدرجة الأولى  | الدوري الإسباني الدرجة الأولى  | الحرب الأهلية الإسبانية | الدوري الإسباني الدرجة الأولى  | الدوري الإسباني الدرجة الأولى  | الدوري الإسباني الدرجة الأولى    | الدوري الإسباني الدرجة الأولى  |
| 2              | الدوري الإسباني الدرجة الثانية أ | الدوري الإسباني للدرجة الثانية | الدوري الإسباني للدرجة الثانية | الحرب الأهلية الإسبانية | الدوري الإسباني للدرجة الثانية | الدوري الإسباني للدرجة الثانية | الدوري الإسباني للدرجة الثانية   | الدوري الإسباني للدرجة الثانية |
| 3              | الدوري الإسباني للدرجة الثانية ب | الدوري الإسباني للدرجة الثالثة |                                | الحرب الأهلية الإسبانية |                                | الدوري الإسباني للدرجة الثالثة | الدوري الإسباني الدرجة الثانية ب | الدوري الاتحادي الأول          |
| 4              |                                  |                                | مستويات غير المحترفين          | الحرب الأهلية الإسبانية | الدوري الإسباني للدرجة الرابعة | الدوري الاتحادي الثاني         |                                  |                                |
| 5              | مستويات غير المحترفين            | الدوري الاتحادي الثالث         | مستويات غير المحترفين          | الحرب الأهلية الإسبانية |                                |                                |                                  |                                |
| 6              | مستويات غير المحترفين            | مستويات غير المحترفين          | مستويات غير المحترفين          | الحرب الأهلية الإسبانية |                                |                                |                                  |                                |
| 7              | مستويات غير المحترفين            | مستويات غير المحترفين          | مستويات غير المحترفين          | الحرب الأهلية الإسبانية |                                |                                |                                  |                                |
| 8              | مستويات غير المحترفين            | مستويات غير المحترفين          | مستويات غير المحترفين          | الحرب الأهلية الإسبانية |                                |                                |                                  |                                |
| 9              | مستويات غير المحترفين            | مستويات غير المحترفين          | مستويات غير المحترفين          | الحرب الأهلية الإسبانية |                                |                                |                                  |                                |
| 10             | مستويات غير المحترفين            | مستويات غير المحترفين          | مستويات غير المحترفين          | الحرب الأهلية الإسبانية |                                |                                |                                  |                                |

ويوضح الجدول التالي التسلسل الهرمي للدوري الإسباني لكرة القدم:
| المستوى                    | الدوري/القسم                                                 | الدوري/القسم                                                 | الدوري/القسم                                                 | الدوري/القسم                                                 | الدوري/القسم                                                 | الدوري/القسم                                                 | الدوري/القسم                                                 | الدوري/القسم                                                 | الدوري/القسم                                                 | الدوري/القسم                                                 | الدوري/القسم                                                 | الدوري/القسم                                                 | الدوري/القسم                                                 | الدوري/القسم                                                 | الدوري/القسم                                                 | الدوري/القسم                                                 | الدوري/القسم                                                 | الدوري/القسم                                                 |
| -------------------------- | ------------------------------------------------------------ | ------------------------------------------------------------ | ------------------------------------------------------------ | ------------------------------------------------------------ | ------------------------------------------------------------ | ------------------------------------------------------------ | ------------------------------------------------------------ | ------------------------------------------------------------ | ------------------------------------------------------------ | ------------------------------------------------------------ | ------------------------------------------------------------ | ------------------------------------------------------------ | ------------------------------------------------------------ | ------------------------------------------------------------ | ------------------------------------------------------------ | ------------------------------------------------------------ | ------------------------------------------------------------ | ------------------------------------------------------------ |
|                            | مستويات المحترفين                                            |                                                              |                                                              |                                                              |                                                              |                                                              |                                                              |                                                              |                                                              |                                                              |                                                              |                                                              |                                                              |                                                              |                                                              |                                                              |                                                              |                                                              |
| 1                          | الدوري الإسباني الدرجة الأولى (دوري القسم الأول) 20 فريق     | الدوري الإسباني الدرجة الأولى (دوري القسم الأول) 20 فريق     | الدوري الإسباني الدرجة الأولى (دوري القسم الأول) 20 فريق     | الدوري الإسباني الدرجة الأولى (دوري القسم الأول) 20 فريق     | الدوري الإسباني الدرجة الأولى (دوري القسم الأول) 20 فريق     | الدوري الإسباني الدرجة الأولى (دوري القسم الأول) 20 فريق     | الدوري الإسباني الدرجة الأولى (دوري القسم الأول) 20 فريق     | الدوري الإسباني الدرجة الأولى (دوري القسم الأول) 20 فريق     | الدوري الإسباني الدرجة الأولى (دوري القسم الأول) 20 فريق     | الدوري الإسباني الدرجة الأولى (دوري القسم الأول) 20 فريق     | الدوري الإسباني الدرجة الأولى (دوري القسم الأول) 20 فريق     | الدوري الإسباني الدرجة الأولى (دوري القسم الأول) 20 فريق     | الدوري الإسباني الدرجة الأولى (دوري القسم الأول) 20 فريق     | الدوري الإسباني الدرجة الأولى (دوري القسم الأول) 20 فريق     | الدوري الإسباني الدرجة الأولى (دوري القسم الأول) 20 فريق     | الدوري الإسباني الدرجة الأولى (دوري القسم الأول) 20 فريق     | الدوري الإسباني الدرجة الأولى (دوري القسم الأول) 20 فريق     | الدوري الإسباني الدرجة الأولى (دوري القسم الأول) 20 فريق     |
| عدد الفرق الصاعدة والهابطة | ↓↑ 3 فرق                                                     | ↓↑ 3 فرق                                                     | ↓↑ 3 فرق                                                     | ↓↑ 3 فرق                                                     | ↓↑ 3 فرق                                                     | ↓↑ 3 فرق                                                     | ↓↑ 3 فرق                                                     | ↓↑ 3 فرق                                                     | ↓↑ 3 فرق                                                     | ↓↑ 3 فرق                                                     | ↓↑ 3 فرق                                                     | ↓↑ 3 فرق                                                     | ↓↑ 3 فرق                                                     | ↓↑ 3 فرق                                                     | ↓↑ 3 فرق                                                     | ↓↑ 3 فرق                                                     | ↓↑ 3 فرق                                                     | ↓↑ 3 فرق                                                     |
| 2                          | الدوري الإسباني للدرجة الثانية (دوري القسم الثاني) 22 فريق   | الدوري الإسباني للدرجة الثانية (دوري القسم الثاني) 22 فريق   | الدوري الإسباني للدرجة الثانية (دوري القسم الثاني) 22 فريق   | الدوري الإسباني للدرجة الثانية (دوري القسم الثاني) 22 فريق   | الدوري الإسباني للدرجة الثانية (دوري القسم الثاني) 22 فريق   | الدوري الإسباني للدرجة الثانية (دوري القسم الثاني) 22 فريق   | الدوري الإسباني للدرجة الثانية (دوري القسم الثاني) 22 فريق   | الدوري الإسباني للدرجة الثانية (دوري القسم الثاني) 22 فريق   | الدوري الإسباني للدرجة الثانية (دوري القسم الثاني) 22 فريق   | الدوري الإسباني للدرجة الثانية (دوري القسم الثاني) 22 فريق   | الدوري الإسباني للدرجة الثانية (دوري القسم الثاني) 22 فريق   | الدوري الإسباني للدرجة الثانية (دوري القسم الثاني) 22 فريق   | الدوري الإسباني للدرجة الثانية (دوري القسم الثاني) 22 فريق   | الدوري الإسباني للدرجة الثانية (دوري القسم الثاني) 22 فريق   | الدوري الإسباني للدرجة الثانية (دوري القسم الثاني) 22 فريق   | الدوري الإسباني للدرجة الثانية (دوري القسم الثاني) 22 فريق   | الدوري الإسباني للدرجة الثانية (دوري القسم الثاني) 22 فريق   | الدوري الإسباني للدرجة الثانية (دوري القسم الثاني) 22 فريق   |
| عدد الفرق الصاعدة والهابطة | ↓↑ 4 فرق                                                     | ↓↑ 4 فرق                                                     | ↓↑ 4 فرق                                                     | ↓↑ 4 فرق                                                     | ↓↑ 4 فرق                                                     | ↓↑ 4 فرق                                                     | ↓↑ 4 فرق                                                     | ↓↑ 4 فرق                                                     | ↓↑ 4 فرق                                                     | ↓↑ 4 فرق                                                     | ↓↑ 4 فرق                                                     | ↓↑ 4 فرق                                                     | ↓↑ 4 فرق                                                     | ↓↑ 4 فرق                                                     | ↓↑ 4 فرق                                                     | ↓↑ 4 فرق                                                     | ↓↑ 4 فرق                                                     | ↓↑ 4 فرق                                                     |
|                            | مستويات المحترفين ونصف المحترفين                             |                                                              |                                                              |                                                              |                                                              |                                                              |                                                              |                                                              |                                                              |                                                              |                                                              |                                                              |                                                              |                                                              |                                                              |                                                              |                                                              |                                                              |
| 3                          | الدوري الإسباني للدرجة الثالثة 40 فريق موزعين على مجموعتين   | الدوري الإسباني للدرجة الثالثة 40 فريق موزعين على مجموعتين   | الدوري الإسباني للدرجة الثالثة 40 فريق موزعين على مجموعتين   | الدوري الإسباني للدرجة الثالثة 40 فريق موزعين على مجموعتين   | الدوري الإسباني للدرجة الثالثة 40 فريق موزعين على مجموعتين   | الدوري الإسباني للدرجة الثالثة 40 فريق موزعين على مجموعتين   | الدوري الإسباني للدرجة الثالثة 40 فريق موزعين على مجموعتين   | الدوري الإسباني للدرجة الثالثة 40 فريق موزعين على مجموعتين   | الدوري الإسباني للدرجة الثالثة 40 فريق موزعين على مجموعتين   | الدوري الإسباني للدرجة الثالثة 40 فريق موزعين على مجموعتين   | الدوري الإسباني للدرجة الثالثة 40 فريق موزعين على مجموعتين   | الدوري الإسباني للدرجة الثالثة 40 فريق موزعين على مجموعتين   | الدوري الإسباني للدرجة الثالثة 40 فريق موزعين على مجموعتين   | الدوري الإسباني للدرجة الثالثة 40 فريق موزعين على مجموعتين   | الدوري الإسباني للدرجة الثالثة 40 فريق موزعين على مجموعتين   | الدوري الإسباني للدرجة الثالثة 40 فريق موزعين على مجموعتين   | الدوري الإسباني للدرجة الثالثة 40 فريق موزعين على مجموعتين   | الدوري الإسباني للدرجة الثالثة 40 فريق موزعين على مجموعتين   |
| 3                          | المجموعة 1 20 فريق                                           | المجموعة 1 20 فريق                                           | المجموعة 1 20 فريق                                           | المجموعة 1 20 فريق                                           | المجموعة 1 20 فريق                                           | المجموعة 1 20 فريق                                           | المجموعة 1 20 فريق                                           | المجموعة 1 20 فريق                                           | المجموعة 1 20 فريق                                           | المجموعة 2 20 فريق                                           | المجموعة 2 20 فريق                                           | المجموعة 2 20 فريق                                           | المجموعة 2 20 فريق                                           | المجموعة 2 20 فريق                                           | المجموعة 2 20 فريق                                           | المجموعة 2 20 فريق                                           | المجموعة 2 20 فريق                                           | المجموعة 2 20 فريق                                           |
| عدد الفرق الصاعدة والهابطة | ↓↑ 10 فريق                                                   | ↓↑ 10 فريق                                                   | ↓↑ 10 فريق                                                   | ↓↑ 10 فريق                                                   | ↓↑ 10 فريق                                                   | ↓↑ 10 فريق                                                   | ↓↑ 10 فريق                                                   | ↓↑ 10 فريق                                                   | ↓↑ 10 فريق                                                   | ↓↑ 10 فريق                                                   | ↓↑ 10 فريق                                                   | ↓↑ 10 فريق                                                   | ↓↑ 10 فريق                                                   | ↓↑ 10 فريق                                                   | ↓↑ 10 فريق                                                   | ↓↑ 10 فريق                                                   | ↓↑ 10 فريق                                                   | ↓↑ 10 فريق                                                   |
| 4                          | الدوري الإسباني للدرجة الرابعة 90 فريق موزعين على 5 مجموعات  | الدوري الإسباني للدرجة الرابعة 90 فريق موزعين على 5 مجموعات  | الدوري الإسباني للدرجة الرابعة 90 فريق موزعين على 5 مجموعات  | الدوري الإسباني للدرجة الرابعة 90 فريق موزعين على 5 مجموعات  | الدوري الإسباني للدرجة الرابعة 90 فريق موزعين على 5 مجموعات  | الدوري الإسباني للدرجة الرابعة 90 فريق موزعين على 5 مجموعات  | الدوري الإسباني للدرجة الرابعة 90 فريق موزعين على 5 مجموعات  | الدوري الإسباني للدرجة الرابعة 90 فريق موزعين على 5 مجموعات  | الدوري الإسباني للدرجة الرابعة 90 فريق موزعين على 5 مجموعات  | الدوري الإسباني للدرجة الرابعة 90 فريق موزعين على 5 مجموعات  | الدوري الإسباني للدرجة الرابعة 90 فريق موزعين على 5 مجموعات  | الدوري الإسباني للدرجة الرابعة 90 فريق موزعين على 5 مجموعات  | الدوري الإسباني للدرجة الرابعة 90 فريق موزعين على 5 مجموعات  | الدوري الإسباني للدرجة الرابعة 90 فريق موزعين على 5 مجموعات  | الدوري الإسباني للدرجة الرابعة 90 فريق موزعين على 5 مجموعات  | الدوري الإسباني للدرجة الرابعة 90 فريق موزعين على 5 مجموعات  | الدوري الإسباني للدرجة الرابعة 90 فريق موزعين على 5 مجموعات  | الدوري الإسباني للدرجة الرابعة 90 فريق موزعين على 5 مجموعات  |
| 4                          | المجموعة 1 18 فريق                                           | المجموعة 1 18 فريق                                           | المجموعة 1 18 فريق                                           | المجموعة 1 18 فريق                                           | المجموعة 2 18 فريق                                           | المجموعة 2 18 فريق                                           | المجموعة 2 18 فريق                                           | المجموعة 3 18 فريق                                           | المجموعة 3 18 فريق                                           | المجموعة 3 18 فريق                                           | المجموعة 3 18 فريق                                           | المجموعة 4 18 فريق                                           | المجموعة 4 18 فريق                                           | المجموعة 4 18 فريق                                           | المجموعة 5 18 فريق                                           | المجموعة 5 18 فريق                                           | المجموعة 5 18 فريق                                           | المجموعة 5 18 فريق                                           |
| عدد الفرق الصاعدة والهابطة | ↓↑ 27 فريق                                                   | ↓↑ 27 فريق                                                   | ↓↑ 27 فريق                                                   | ↓↑ 27 فريق                                                   | ↓↑ 27 فريق                                                   | ↓↑ 27 فريق                                                   | ↓↑ 27 فريق                                                   | ↓↑ 27 فريق                                                   | ↓↑ 27 فريق                                                   | ↓↑ 27 فريق                                                   | ↓↑ 27 فريق                                                   | ↓↑ 27 فريق                                                   | ↓↑ 27 فريق                                                   | ↓↑ 27 فريق                                                   | ↓↑ 27 فريق                                                   | ↓↑ 27 فريق                                                   | ↓↑ 27 فريق                                                   | ↓↑ 27 فريق                                                   |
|                            |                                                              |                                                              |                                                              |                                                              |                                                              |                                                              |                                                              |                                                              |                                                              |                                                              |                                                              |                                                              |                                                              |                                                              |                                                              |                                                              |                                                              |                                                              |
| 5                          | الدوري الإسباني الدرجة الخامسة 324 فريق موزعين على 18 مجموعة | الدوري الإسباني الدرجة الخامسة 324 فريق موزعين على 18 مجموعة | الدوري الإسباني الدرجة الخامسة 324 فريق موزعين على 18 مجموعة | الدوري الإسباني الدرجة الخامسة 324 فريق موزعين على 18 مجموعة | الدوري الإسباني الدرجة الخامسة 324 فريق موزعين على 18 مجموعة | الدوري الإسباني الدرجة الخامسة 324 فريق موزعين على 18 مجموعة | الدوري الإسباني الدرجة الخامسة 324 فريق موزعين على 18 مجموعة | الدوري الإسباني الدرجة الخامسة 324 فريق موزعين على 18 مجموعة | الدوري الإسباني الدرجة الخامسة 324 فريق موزعين على 18 مجموعة | الدوري الإسباني الدرجة الخامسة 324 فريق موزعين على 18 مجموعة | الدوري الإسباني الدرجة الخامسة 324 فريق موزعين على 18 مجموعة | الدوري الإسباني الدرجة الخامسة 324 فريق موزعين على 18 مجموعة | الدوري الإسباني الدرجة الخامسة 324 فريق موزعين على 18 مجموعة | الدوري الإسباني الدرجة الخامسة 324 فريق موزعين على 18 مجموعة | الدوري الإسباني الدرجة الخامسة 324 فريق موزعين على 18 مجموعة | الدوري الإسباني الدرجة الخامسة 324 فريق موزعين على 18 مجموعة | الدوري الإسباني الدرجة الخامسة 324 فريق موزعين على 18 مجموعة | الدوري الإسباني الدرجة الخامسة 324 فريق موزعين على 18 مجموعة |
| 5                          | المجموعة 1 18 فريق                                           | المجموعة 2 18 فريق                                           | المجموعة 3 18 فريق                                           | المجموعة 4 18 فريق                                           | المجموعة 5 18 فريق                                           | المجموعة 6 18 فريق                                           | المجموعة 7 18 فريق                                           | المجموعة 8 18 فريق                                           | المجموعة 9 18 فريق                                           | المجموعة 10 18 فريق                                          | المجموعة 11 18 فريق                                          | المجموعة 12 18 فريق                                          | المجموعة 13 18 فريق                                          | المجموعة 14 18 فريق                                          | المجموعة 15 18 فريق                                          | المجموعة 16 18 فريق                                          | المجموعة 17 18 فريق                                          | المجموعة 18 18 فريق                                          |
| عدد الفرق الصاعدة والهابطة | ↓↑ 54 فريق                                                   | ↓↑ 54 فريق                                                   | ↓↑ 54 فريق                                                   | ↓↑ 54 فريق                                                   | ↓↑ 54 فريق                                                   | ↓↑ 54 فريق                                                   | ↓↑ 54 فريق                                                   | ↓↑ 54 فريق                                                   | ↓↑ 54 فريق                                                   | ↓↑ 54 فريق                                                   | ↓↑ 54 فريق                                                   | ↓↑ 54 فريق                                                   | ↓↑ 54 فريق                                                   | ↓↑ 54 فريق                                                   | ↓↑ 54 فريق                                                   | ↓↑ 54 فريق                                                   | ↓↑ 54 فريق                                                   | ↓↑ 54 فريق                                                   |
|                            | مستويات غير المحترفين                                        |                                                              |                                                              |                                                              |                                                              |                                                              |                                                              |                                                              |                                                              |                                                              |                                                              |                                                              |                                                              |                                                              |                                                              |                                                              |                                                              |                                                              |
| 6                          | الدوري الإقليمي للقسم الأول                                  | الدوري الإقليمي للقسم الأول                                  | الدوري الإقليمي للقسم الأول                                  | الدوري الإقليمي للقسم الأول                                  | الدوري الإقليمي للقسم الأول                                  | الدوري الإقليمي للقسم الأول                                  | الدوري الإقليمي للقسم الأول                                  | الدوري الإقليمي للقسم الأول                                  | الدوري الإقليمي للقسم الأول                                  | الدوري الإقليمي للقسم الأول                                  | الدوري الإقليمي للقسم الأول                                  | الدوري الإقليمي للقسم الأول                                  | الدوري الإقليمي للقسم الأول                                  | الدوري الإقليمي للقسم الأول                                  | الدوري الإقليمي للقسم الأول                                  | الدوري الإقليمي للقسم الأول                                  | الدوري الإقليمي للقسم الأول                                  | الدوري الإقليمي للقسم الأول                                  |
| 7                          | الدوري الإقليمي للقسم الثاني                                 | الدوري الإقليمي للقسم الثاني                                 | الدوري الإقليمي للقسم الثاني                                 | الدوري الإقليمي للقسم الثاني                                 | الدوري الإقليمي للقسم الثاني                                 | الدوري الإقليمي للقسم الثاني                                 | الدوري الإقليمي للقسم الثاني                                 | الدوري الإقليمي للقسم الثاني                                 | الدوري الإقليمي للقسم الثاني                                 | الدوري الإقليمي للقسم الثاني                                 | الدوري الإقليمي للقسم الثاني                                 | الدوري الإقليمي للقسم الثاني                                 | الدوري الإقليمي للقسم الثاني                                 | الدوري الإقليمي للقسم الثاني                                 | الدوري الإقليمي للقسم الثاني                                 | الدوري الإقليمي للقسم الثاني                                 | الدوري الإقليمي للقسم الثاني                                 | الدوري الإقليمي للقسم الثاني                                 |
| 8                          | الدوري الإقليمي للقسم الثالث                                 | الدوري الإقليمي للقسم الثالث                                 | الدوري الإقليمي للقسم الثالث                                 | الدوري الإقليمي للقسم الثالث                                 | الدوري الإقليمي للقسم الثالث                                 | الدوري الإقليمي للقسم الثالث                                 | الدوري الإقليمي للقسم الثالث                                 | الدوري الإقليمي للقسم الثالث                                 | الدوري الإقليمي للقسم الثالث                                 | الدوري الإقليمي للقسم الثالث                                 | الدوري الإقليمي للقسم الثالث                                 | الدوري الإقليمي للقسم الثالث                                 | الدوري الإقليمي للقسم الثالث                                 | الدوري الإقليمي للقسم الثالث                                 | الدوري الإقليمي للقسم الثالث                                 | الدوري الإقليمي للقسم الثالث                                 | الدوري الإقليمي للقسم الثالث                                 | الدوري الإقليمي للقسم الثالث                                 |
| 9                          | الدوري الإقليمي للقسم الرابع                                 | الدوري الإقليمي للقسم الرابع                                 | الدوري الإقليمي للقسم الرابع                                 | الدوري الإقليمي للقسم الرابع                                 | الدوري الإقليمي للقسم الرابع                                 | الدوري الإقليمي للقسم الرابع                                 | الدوري الإقليمي للقسم الرابع                                 | الدوري الإقليمي للقسم الرابع                                 | الدوري الإقليمي للقسم الرابع                                 | الدوري الإقليمي للقسم الرابع                                 | الدوري الإقليمي للقسم الرابع                                 | الدوري الإقليمي للقسم الرابع                                 | الدوري الإقليمي للقسم الرابع                                 | الدوري الإقليمي للقسم الرابع                                 | الدوري الإقليمي للقسم الرابع                                 | الدوري الإقليمي للقسم الرابع                                 | الدوري الإقليمي للقسم الرابع                                 | الدوري الإقليمي للقسم الرابع                                 |
| 10                         | الدوري الإقليمي للقسم الخامس                                 | الدوري الإقليمي للقسم الخامس                                 | الدوري الإقليمي للقسم الخامس                                 | الدوري الإقليمي للقسم الخامس                                 | الدوري الإقليمي للقسم الخامس                                 | الدوري الإقليمي للقسم الخامس                                 | الدوري الإقليمي للقسم الخامس                                 | الدوري الإقليمي للقسم الخامس                                 | الدوري الإقليمي للقسم الخامس                                 | الدوري الإقليمي للقسم الخامس                                 | الدوري الإقليمي للقسم الخامس                                 | الدوري الإقليمي للقسم الخامس                                 | الدوري الإقليمي للقسم الخامس                                 | الدوري الإقليمي للقسم الخامس                                 | الدوري الإقليمي للقسم الخامس                                 | الدوري الإقليمي للقسم الخامس                                 | الدوري الإقليمي للقسم الخامس                                 | الدوري الإقليمي للقسم الخامس                                 |

### هرم السيدات

#### بدءًا من موسم 2023-2024
|                            | مستويات المحترفين                                                     |                                                                       |                                                                       |                                                                       |                                                                       |                                                                       |                                                                       |                                                                       |                                                                       |                                                                       |                                                                       |                                                                       |
| 1                          | الدوري الإسباني لكرة القدم للسيدات 16 فريق                            | الدوري الإسباني لكرة القدم للسيدات 16 فريق                            | الدوري الإسباني لكرة القدم للسيدات 16 فريق                            | الدوري الإسباني لكرة القدم للسيدات 16 فريق                            | الدوري الإسباني لكرة القدم للسيدات 16 فريق                            | الدوري الإسباني لكرة القدم للسيدات 16 فريق                            | الدوري الإسباني لكرة القدم للسيدات 16 فريق                            | الدوري الإسباني لكرة القدم للسيدات 16 فريق                            | الدوري الإسباني لكرة القدم للسيدات 16 فريق                            | الدوري الإسباني لكرة القدم للسيدات 16 فريق                            | الدوري الإسباني لكرة القدم للسيدات 16 فريق                            | الدوري الإسباني لكرة القدم للسيدات 16 فريق                            |
| عدد الفرق الصاعدة والهابطة | ↓↑ فريقين                                                             | ↓↑ فريقين                                                             | ↓↑ فريقين                                                             | ↓↑ فريقين                                                             | ↓↑ فريقين                                                             | ↓↑ فريقين                                                             | ↓↑ فريقين                                                             | ↓↑ فريقين                                                             | ↓↑ فريقين                                                             | ↓↑ فريقين                                                             | ↓↑ فريقين                                                             | ↓↑ فريقين                                                             |
| 2                          | الدوري الاتحادي الأول لكرة القدم للسيدات 14 فريق                      | الدوري الاتحادي الأول لكرة القدم للسيدات 14 فريق                      | الدوري الاتحادي الأول لكرة القدم للسيدات 14 فريق                      | الدوري الاتحادي الأول لكرة القدم للسيدات 14 فريق                      | الدوري الاتحادي الأول لكرة القدم للسيدات 14 فريق                      | الدوري الاتحادي الأول لكرة القدم للسيدات 14 فريق                      | الدوري الاتحادي الأول لكرة القدم للسيدات 14 فريق                      | الدوري الاتحادي الأول لكرة القدم للسيدات 14 فريق                      | الدوري الاتحادي الأول لكرة القدم للسيدات 14 فريق                      | الدوري الاتحادي الأول لكرة القدم للسيدات 14 فريق                      | الدوري الاتحادي الأول لكرة القدم للسيدات 14 فريق                      | الدوري الاتحادي الأول لكرة القدم للسيدات 14 فريق                      |
| عدد الفرق الصاعدة والهابطة | ↓↑ 4 فرق                                                              | ↓↑ 4 فرق                                                              | ↓↑ 4 فرق                                                              | ↓↑ 4 فرق                                                              | ↓↑ 4 فرق                                                              | ↓↑ 4 فرق                                                              | ↓↑ 4 فرق                                                              | ↓↑ 4 فرق                                                              | ↓↑ 4 فرق                                                              | ↓↑ 4 فرق                                                              | ↓↑ 4 فرق                                                              | ↓↑ 4 فرق                                                              |
| 3                          | الدوري الاتحادي الثاني لكرة القدم للسيدات 32 فريق موزعين على مجموعتين | الدوري الاتحادي الثاني لكرة القدم للسيدات 32 فريق موزعين على مجموعتين | الدوري الاتحادي الثاني لكرة القدم للسيدات 32 فريق موزعين على مجموعتين | الدوري الاتحادي الثاني لكرة القدم للسيدات 32 فريق موزعين على مجموعتين | الدوري الاتحادي الثاني لكرة القدم للسيدات 32 فريق موزعين على مجموعتين | الدوري الاتحادي الثاني لكرة القدم للسيدات 32 فريق موزعين على مجموعتين | الدوري الاتحادي الثاني لكرة القدم للسيدات 32 فريق موزعين على مجموعتين | الدوري الاتحادي الثاني لكرة القدم للسيدات 32 فريق موزعين على مجموعتين | الدوري الاتحادي الثاني لكرة القدم للسيدات 32 فريق موزعين على مجموعتين | الدوري الاتحادي الثاني لكرة القدم للسيدات 32 فريق موزعين على مجموعتين | الدوري الاتحادي الثاني لكرة القدم للسيدات 32 فريق موزعين على مجموعتين | الدوري الاتحادي الثاني لكرة القدم للسيدات 32 فريق موزعين على مجموعتين |
| عدد الفرق الصاعدة والهابطة | ↓↑ 6 فرق                                                              | ↓↑ 6 فرق                                                              | ↓↑ 6 فرق                                                              | ↓↑ 6 فرق                                                              | ↓↑ 6 فرق                                                              | ↓↑ 6 فرق                                                              | ↓↑ 6 فرق                                                              | ↓↑ 6 فرق                                                              | ↓↑ 6 فرق                                                              | ↓↑ 6 فرق                                                              | ↓↑ 6 فرق                                                              | ↓↑ 6 فرق                                                              |
| 4                          | الدوري الوطني الأول لكرة القدم للسيدات 14 فريق موزعين على 6 مجموعات   | الدوري الوطني الأول لكرة القدم للسيدات 14 فريق موزعين على 6 مجموعات   | الدوري الوطني الأول لكرة القدم للسيدات 14 فريق موزعين على 6 مجموعات   | الدوري الوطني الأول لكرة القدم للسيدات 14 فريق موزعين على 6 مجموعات   | الدوري الوطني الأول لكرة القدم للسيدات 14 فريق موزعين على 6 مجموعات   | الدوري الوطني الأول لكرة القدم للسيدات 14 فريق موزعين على 6 مجموعات   | الدوري الوطني الأول لكرة القدم للسيدات 14 فريق موزعين على 6 مجموعات   | الدوري الوطني الأول لكرة القدم للسيدات 14 فريق موزعين على 6 مجموعات   | الدوري الوطني الأول لكرة القدم للسيدات 14 فريق موزعين على 6 مجموعات   | الدوري الوطني الأول لكرة القدم للسيدات 14 فريق موزعين على 6 مجموعات   | الدوري الوطني الأول لكرة القدم للسيدات 14 فريق موزعين على 6 مجموعات   | الدوري الوطني الأول لكرة القدم للسيدات 14 فريق موزعين على 6 مجموعات   |
| 5                          | مستويات الاتحادات الإقليمية                                           | مستويات الاتحادات الإقليمية                                           | مستويات الاتحادات الإقليمية                                           | مستويات الاتحادات الإقليمية                                           | مستويات الاتحادات الإقليمية                                           | مستويات الاتحادات الإقليمية                                           | مستويات الاتحادات الإقليمية                                           | مستويات الاتحادات الإقليمية                                           | مستويات الاتحادات الإقليمية                                           | مستويات الاتحادات الإقليمية                                           | مستويات الاتحادات الإقليمية                                           | مستويات الاتحادات الإقليمية                                           |

### هرم الناشئين
| المستوى | الدوري                                       | الدوري                                       | الدوري                                       | الدوري                                       | الدوري                                       | الدوري                                       | الدوري                                       | الدوري                                       | الدوري                                       | الدوري                                       | الدوري                                       | الدوري                                       |
| ------- | -------------------------------------------- | -------------------------------------------- | -------------------------------------------- | -------------------------------------------- | -------------------------------------------- | -------------------------------------------- | -------------------------------------------- | -------------------------------------------- | -------------------------------------------- | -------------------------------------------- | -------------------------------------------- | -------------------------------------------- |
| 1       | الدوري الشرفي للناشئين (7 مجموعات)           | الدوري الشرفي للناشئين (7 مجموعات)           | الدوري الشرفي للناشئين (7 مجموعات)           | الدوري الشرفي للناشئين (7 مجموعات)           | الدوري الشرفي للناشئين (7 مجموعات)           | الدوري الشرفي للناشئين (7 مجموعات)           | الدوري الشرفي للناشئين (7 مجموعات)           | الدوري الشرفي للناشئين (7 مجموعات)           | الدوري الشرفي للناشئين (7 مجموعات)           | الدوري الشرفي للناشئين (7 مجموعات)           | الدوري الشرفي للناشئين (7 مجموعات)           | الدوري الشرفي للناشئين (7 مجموعات)           |
| 2       | الدوري الوطني الإسباني للناشئين (21 مجموعات) | الدوري الوطني الإسباني للناشئين (21 مجموعات) | الدوري الوطني الإسباني للناشئين (21 مجموعات) | الدوري الوطني الإسباني للناشئين (21 مجموعات) | الدوري الوطني الإسباني للناشئين (21 مجموعات) | الدوري الوطني الإسباني للناشئين (21 مجموعات) | الدوري الوطني الإسباني للناشئين (21 مجموعات) | الدوري الوطني الإسباني للناشئين (21 مجموعات) | الدوري الوطني الإسباني للناشئين (21 مجموعات) | الدوري الوطني الإسباني للناشئين (21 مجموعات) | الدوري الوطني الإسباني للناشئين (21 مجموعات) | الدوري الوطني الإسباني للناشئين (21 مجموعات) |
| 3       | المستويات الإقليمي للناشئين                  | المستويات الإقليمي للناشئين                  | المستويات الإقليمي للناشئين                  | المستويات الإقليمي للناشئين                  | المستويات الإقليمي للناشئين                  | المستويات الإقليمي للناشئين                  | المستويات الإقليمي للناشئين                  | المستويات الإقليمي للناشئين                  | المستويات الإقليمي للناشئين                  | المستويات الإقليمي للناشئين                  | المستويات الإقليمي للناشئين                  | المستويات الإقليمي للناشئين                  |